# 黒田直亨
黒田 直亨（くろだ なおゆき）は、上総久留里藩の第2代藩主。久留里藩黒田家3代。

## 略歴
享保14年（1729年）閏9月11日、先々代の黒田家の当主・黒田直邦の次男として、江戸常盤橋藩邸において生まれる。
享保20年（1735年）に父が死去したとき、まだ7歳という幼少の上に妾腹の息子で、さらに養子としてすでに直純が迎えられていたため、家督を継げなかった。
寛保3年（1743年）11月、直純の養子として迎えられる。
延享元年（1744年）12月、従五位下、豊前守に叙位・任官する。
安永4年（1775年）、直純の死去により家督を継いだ。
天明4年（1784年）閏1月17日に死去した。享年56。養子の直弘（直純の長男）が家督相続を辞退したため廃嫡し、直亨の長男の直英が跡を継いだ。

## 系譜
父母
- 黒田直邦（実父）
- 黒田直純（養父）

正室
- 為子、盛陽院 ー 有馬氏久の娘

子女
- 黒田直英（長男）生母は盛陽院（正室）
- 黒田直方（次男）
- 黒田直清（三男）
- 津軽親足（四男）
- 黒田泉七郎
- 黒田九十郎
- 黒田巳津弥
- 鳥居成純室
- 杉浦正僖正室

養子
- 黒田直弘 ー 黒田直純の長男[1]